# قائم شهر
قائم شهر (بالفارسية: قائم‌شهر) هي مدينة إيرانية تقع في القسم المركزي من مقاطعة قائم شهر في محافظة مازندران. حسب إحصاءات المركز الرسمي للإحصاءات الإيرانية في 2006 كان يسكن قائم شهر 174246 شخص.

## أعلام
- علي علي بور
- بهداد سليمي
- فريدون فضلي
- مهدي جعفر بور
- مهرداد كفشجري